# Gegants de Reus
Els Gegants de Reus són cinc parelles de gegants acompanyats normalment per la Mulassa i que formen part del Seguici Festiu de la ciutat, portats pels membres de la Colla Gegantera. De vegades porten una parella de gegantons i una mulasseta ballats per la canalla de la colla.
L’any 1993 Reus celebra els dies 10, 11 i 12 de setembre la IX Ciutat Gegantera de Catalunya.
L’any 2017 Reus celebra els dies 12, 13, 14 i 15 d’octubre el Congrés i Trobada Internacional de Gegants i Imatgeria Festiva

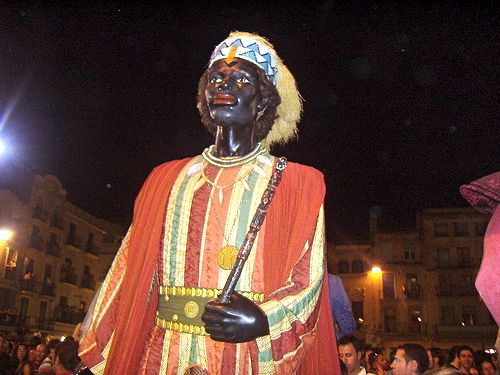
Gegant Negre

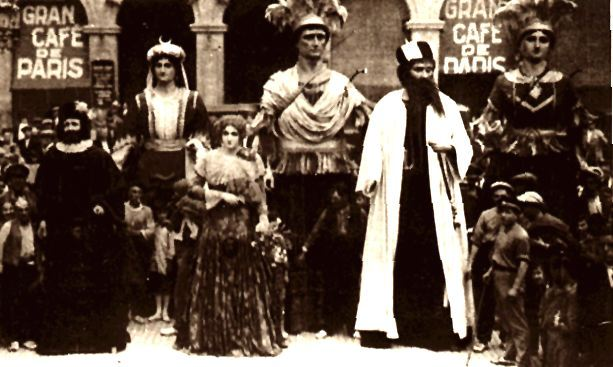
Els Gegants al començament del segle XX

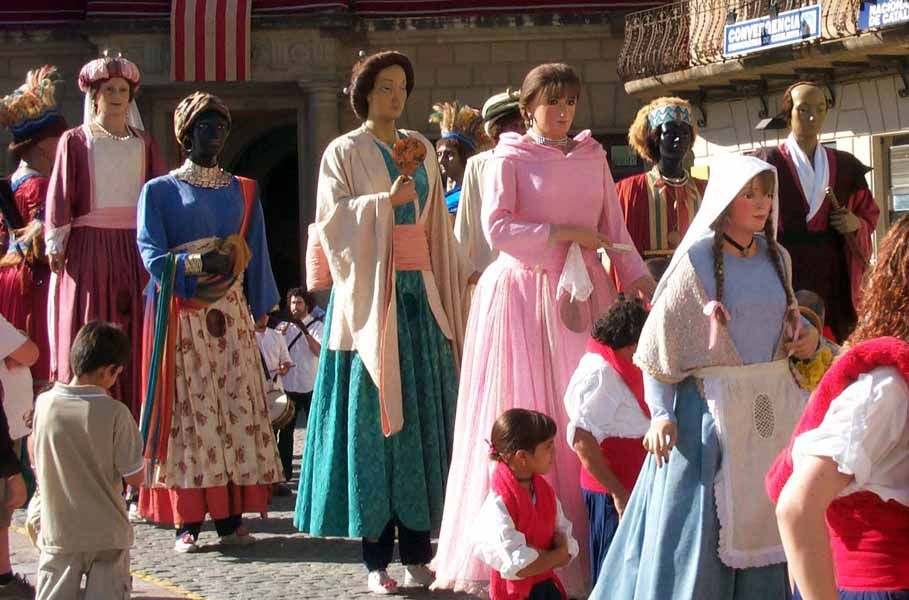
Gegants de Reus

## Història
Els gegants de Reus apareixen documentats des del 1621. Fins a finals del segle, la ciutat tenia dues parelles de gegants, una de gran i una altra de més petita. Pel que sembla, anaven vestits de guerrers moros, amb sabres i turbants. Les gegantes anaven vestides segons la moda del temps. El 1756, amb els gegants força deteriorats, se'n feren de nous, i amb el cap d'un dels antics es va fer un gegantó sense faldilles, amb les cames del portador a l'aire. A aquesta figura se la coneixia com a vitxet, (diminutiu de bitxo, amb v), ja que portava a la mà una mena de fuet o tralla que en voltar servia per obrir pas entre la gent. A finals del segle xviii, es va construir una gegantona de mida més petita, aprofitant el cap d'una de les gegantes que s'havia trencat, i representava una dona d'ètnia negra. A l'inici del segle xix es van construir tres noves parelles, amb les quals es volien representar amb els gegants els quatre continents: els Vitxets (Europa), els Moros (Àsia) i els Indis (Amèrica), però no es va construir l'última parella.
Hi ha diverses versions sobre la data de l'estrena: Güell i Mercader parla de 1802, Eduard Toda diu que el 1803, Pere Cavallé el 1805, coincidint amb la col·locació de la primera pedra del Canal de Reus a Salou, Pere Gras parla del maig de 1806, i Antoni de Bofarull de principis del segle xix. Durant la guerra del francès van quedar arraconats, però el maig de 1811, quan el general francès Suchet, després de conquerir Tarragona va tornar a Reus, va ordenar que se li fes una gran rebuda, i les autoritats van treure els gegants i la mulassa, i amb les gralles i els timbals al davant, Suchet va dirigir-se sota pali a l'església de sant Pere. Dos anys després, el 1813, van sortir per celebrar la victòria de les armes espanyoles a la ciutat de Pamplona, quan fugia Josep I cap a França. Això va establir el costum de la sortida dels gegants per motius polítics durant tot el segle xix, especialment entre els anys quaranta i seixanta. Cap al 1833, el gremi d'adroguers va voler fer construir la parella representant d'Àfrica, però en va desistir en adonar-se que podia ser interpretat com una burla als liberals, que eren anomenats "negres" pels absolutistes. Bofarull parla dels vestits dels gegants el mateix 1833: "Se presentaron vestidos nuevamente de seda de variados y primorosos colores con franjas y gatones de plata donde lo exigía el ornato, los dos de mayor estatura iban de trage americano [indis], los dos medianos de trage asiático [moros] y los pequeños de trage español moderno [vitxets]". El vestuari i l'estructura dels gegants era similar a l'actual, menys el Vitxet, amb la carcassa només fins a la cintura, mostrava els pantalons del portador. Els gegants es guardaven a la Casa dels Gegants durant el segle xviii, que després es transformà en "quarto" dels gegants, ja que van fer cap a una sala annexa a l'ajuntament. Cap al 1830 es guardaven a l'antic hospital i el 1850 al Convent de Sant Francesc. A les acaballes del segle xix es van portar a l'Hospital de sant Joan, en un locals annexos, fins al 1983, que es van col·locar a uns magatzems de l'ajuntament. Amb el pretext del 150è aniversari dels gegants de Reus, si es compta des del 1805, diverses veus demanaren la construcció d'una quarta parella, asiàtica, ja que es va considerar que els Moros eren representants africans. L'escultor Ramon Ferran va encarregar-se de la construcció de dos gegants japonesos, inaugurats el 1956. El 1977 es va obrir una subscripció popular per aconseguir una parella de gegants negres, però no va tenir gaire ressò i es van comprar a un taller valencià que en subministrà uns de poca qualitat i estèticament gens apreciats per la ciutat. El 1989, davant del mal estat dels negres, es va obrir una altra subscripció popular que aleshores sí que va donar resultats. Ramon Ferran va encarregar-se de la construcció dels nous negres, que es van inaugurar el mateix 1989. En els últims anys s'han renovat elements de tots els gegants: les carcasses, els colors, el vestuari i la perruqueria. El 2005 es van fer unes còpies noves dels gegants, més lleugeres i idèntiques, amb els vestits renovats. Els gegants antics es conserven als fons dels Museus de Reus.

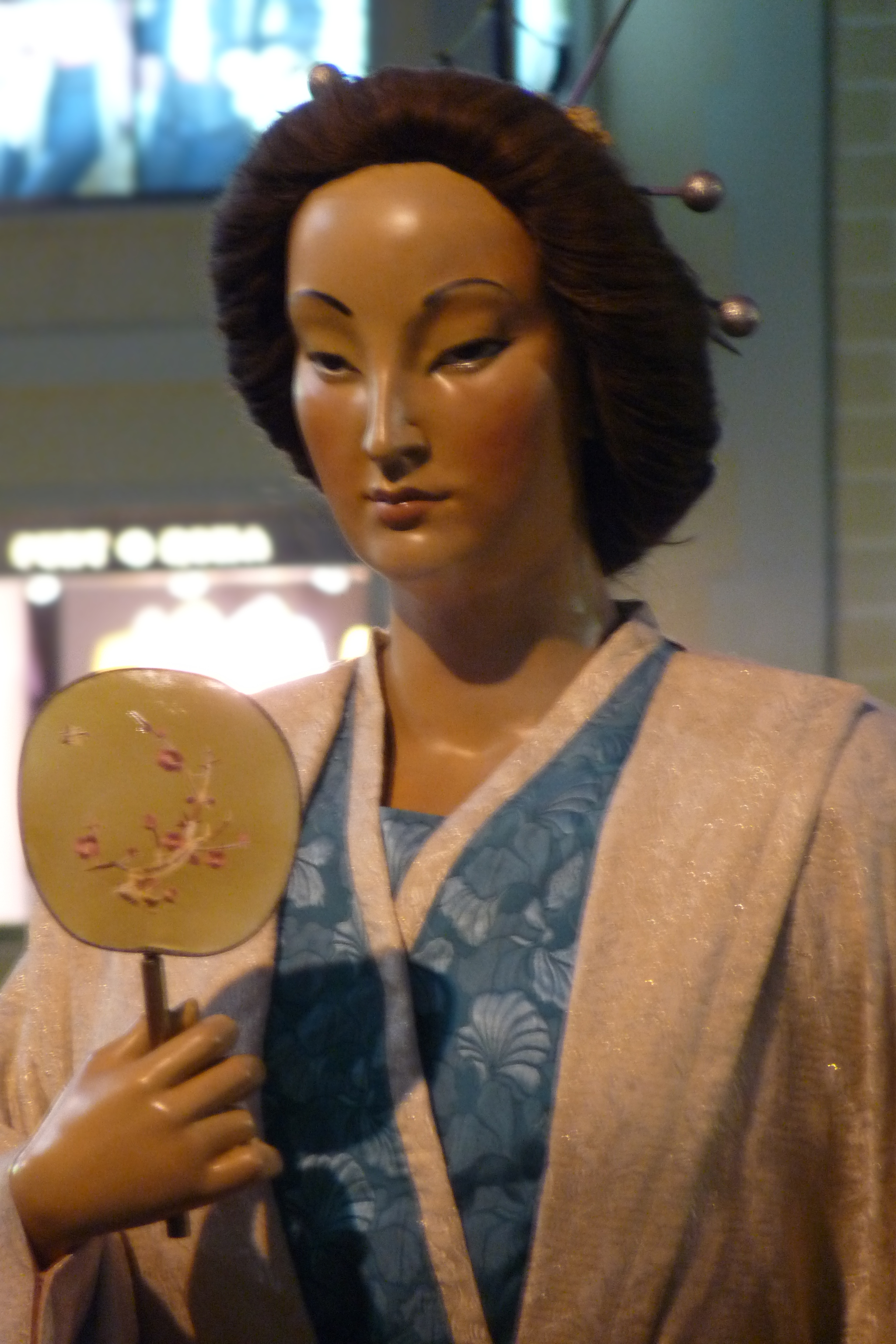
La geganta japonesa, obra de Ramon Ferran

Els gegants tenen tres tonades tradicionals: la Marxa, que és un toc de cercavila, el Valset, potser la tonada més popular de la Festa Major de Reus, i el Toc de Processó, que s'assembla a les tonades que s'interpreten en altres poblacions per a acompanyar als castellers. També es toca la Sonata antiga (anterior al 1860) i el Vals de la Processó. S'acompanyen per una colla de grallers. Pere Cavallé diu dels músics: "en una orella un clavell i a l'altra la ploma amb què desembussen la llengüeta de l'instrument".
Surten el dijous de Corpus i al matí i a la tarda del diumenge següent. Per la Festa Major de Sant Pere, els dies 28 i 29 de juny, i per les festes de la Mare de Déu de Misericòrdia, el 25 de setembre.

## Gegants actuals
A la Festa Major, ara surten unes rèpliques dels gegants originals, construïdes a finals de 2004, i que s'incorporen el 2005 a tots els actes del Seguici Festiu. Els gegants originals (Vitxets) i la mulassa original estan exposats al Centre de la Imatge de Mas Iglesies i els gegants Moros i Indis al Museu de Reus Salvador Vilaseca